# Piper J-3 Cub
Piper J-3 Cub byl americký jednomotorový víceúčelový dvoumístný hornoplošník smíšené konstrukce, který se stal legendou leteckého průmyslu.

## Vývoj

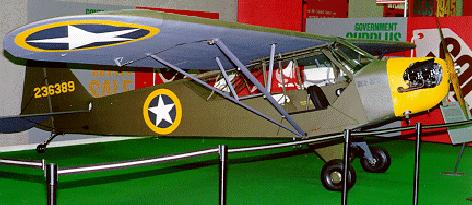
L-4A, vojenská verze Piperu Cub, v muzeu ve zbarvení v jakém „Grasshoppery“ US Army létaly při invazi do severní Afriky v listopadu 1942

Prototyp Taylor E-2 Cub s otevřenou kabinou vzlétl roku 1930. Po odchodu šéfkonstruktéra C. G. Taylora ze společnosti Taylor Aircraft Corp. uvedl do firmy její druhý spolumajitel William T. Piper nového technika W. C. Jamouneaua. Po požáru továrny v prosinci 1937 byla výroba přestěhována do pensylvánského Lock Havenu a název společnosti byl změněn na Piper Aircraft Company.
Z mírně rekonstruovaných letounů E-2 se stal Piper J-2 Cub. Dalšími změnami z něj vznikl Piper J-3 Cub s uzavřenou kabinou a motorem Continental o výkonu 29 kW, který byl zalétán v roce 1937.

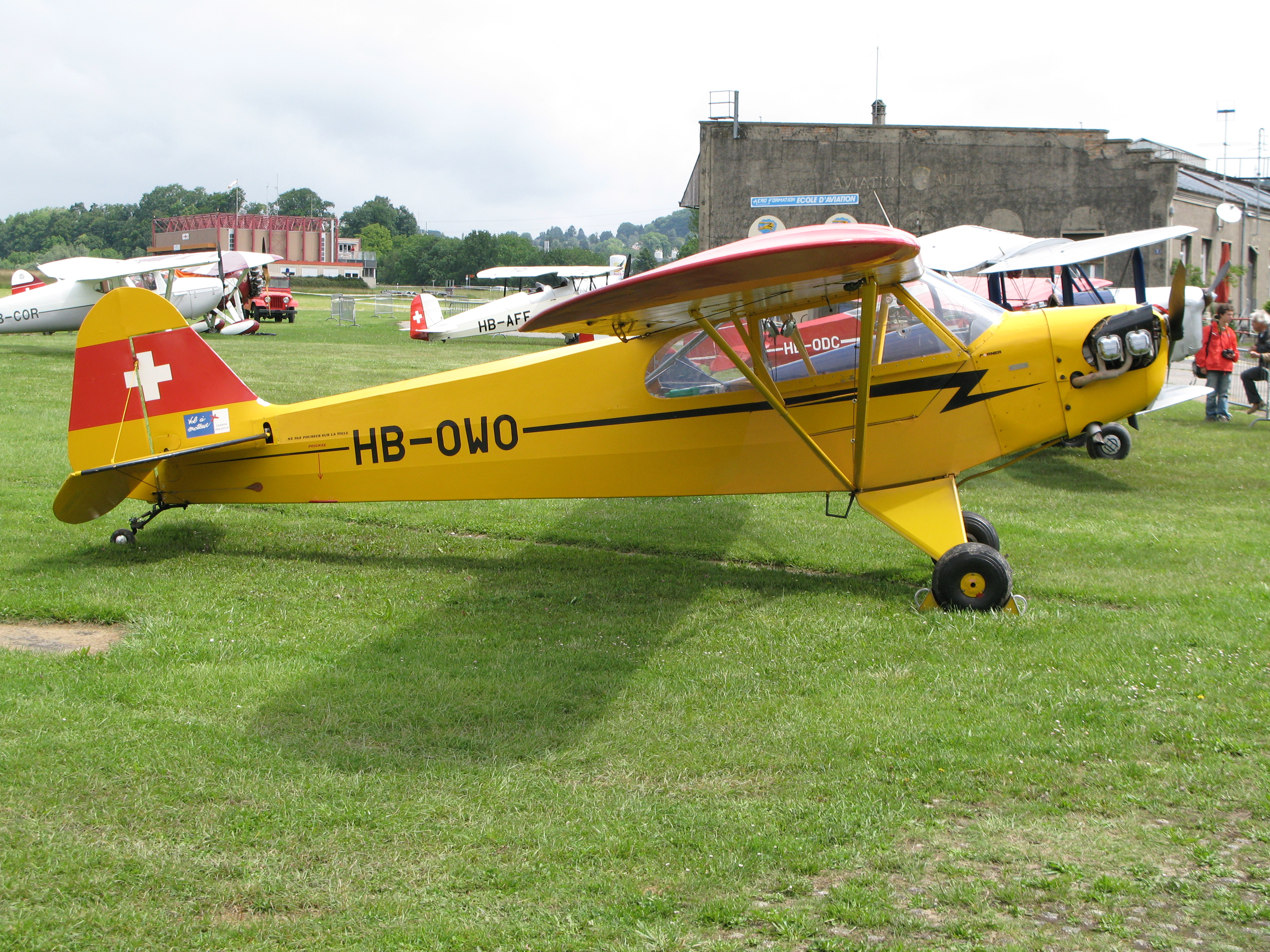
Švýcarský Piper J-3C-65

Piper nabízel Cuby ve třech verzích podle určení a vybavení, z nichž každá se ještě mohla lišit výkonem i typem pohonné jednotky. Základní verzi představoval Cub Trainer, lépe vybaven byl Cub Sport a Cub Seaplane nesl místo kolového podvozku plováky Edo. Od roku 1938 se jako hlavní typ pohonné jednotky instaloval Continental A-50 o 37 kW (J-3C). Motory Lycoming O-145, nebo O-145B (J-3L) a Franklin 4AC-150, nebo 4AC-176 (J-3F) se na Cuby montovaly v menším počtu. Další zlepšení výkonů přišlo se zabudováním motoru Continental A-65 o výkonu 48 kW. Asi třicítka J-3P byla osazena hvězdicovým tříválcem Lenape LM-3 Papoose. Civilní J-3 se vyráběly až do roku 1942, kdy ustoupily vojenské variantě L-4.
Původně se jednalo o civilní stroj, jeho parametry však byly natolik dobré, že ho začala užívat i americká armáda. Za druhé světové války sloužil jako kurýrní, pozorovací, spojovací, sanitní, výcvikový a transportní letoun.
Dne 11. dubna 1945 L-4H Grasshopper „Miss Me!?“ (sériové číslo 43-29905) prováděl průzkumný let poblíž německého Dannenbergu, přičemž jeho posádka (pilot Duane Francies, pozorovatel William S. Martin) si všimla níže letícího německého letounu Fieseler Fi 156. Francies klesl na jeho úroveň, přičemž na něj oba začali střílet ze svých pistolí M1911. Zasažený německý stroj havaroval, Francies přistál v jeho blízkosti, kde zajali jeho posádku.
Kromě klasického kolového podvozku mohl mít instalován lyže či plováky. O oblibě svědčí jeho přezdívka "létající Jeep", kterou si letoun vysloužil. Po skončení druhé světové války byly stroje dále vyráběny do roku 1950 jak pro civilní (PA-11 Cub Special), tak pro vojenské účely (L-18 a L-21). Pohon se postupně měnil od čtyřválcového motoru Continental C90-12F o výkonu 67 kW až po čtyřválcový Avco Lycoming O-320 o výkonu 112 kW.
Letouny byly užívány v různých evropských státech včetně Československa, kde sloužily v leteckých klubech pod označením C-8, ve vojenském letectvu pod názvem K-68. Letouny byly vyráběny v několika verzích, včetně bezmotorových kluzáků TG-8. Celkem bylo vyrobeno úctyhodných 34 849 kusů letounů všech verzí pro vojenské i civilní účely.

## Piper J-3 Cub / L-4 Grasshopper v Československu
Vůbec první zástupce této rodiny letounů, Taylor E-2 Cub, byl zapsán do československého leteckého rejstříku v roce 1935. Jeho vlastníkem byla firma Baťa, a.s., u které pak létal až do okupace v roce 1939. Po dobu druhé světové války byl uskladněn v neletuschopném stavu na letišti v Otrokovicích. Poté již nikdy nelétal, v roce 1946 přešel do vlastnictví pana Ludvíka Kratochvíla a od něj pak v roce 1969 do rukou současného vlastníka, kterým je Letecké muzeum Kbely.
Piper Cuby ve své vojenské variantě L-4 létaly v Československu od roku 1946, kdy byly nakoupeny pro potřeby vojenského letectva, aeroklubů, podniků, ale i soukromníků. V československém vojenském letectvu byl tento letoun označován K-68 (pro spojovací účely) nebo C-8 (pro výcvik). Po roce 1948 byly letouny v soukromém vlastnictví jejich majitelům zabaveny a předány do aeroklubů a k bezpečnostnímu letectvu. K aeroklubům postupně přecházely také stroje od vojenského letectva, které přezbrojovalo na výkonnější letouny, například Fieseler Fi 156 v Československu označovaný jako K-65 Čáp. Po ukončení jejich provozu v aeroklubech byly zbývající stroje částečně zničeny, částečně odprodány na západ. Z letounů Piper J-3 Cub / L-4 Grasshopper provozovaných v Československu zůstal na zdejším území pouze jeden stroj, a to v depozitáři Národního technického muzea.

## Specifikace

Třípohledový nákres

Údaje dle

### Technické údaje
- Osádka:
- Rozpětí: 10,74 m
- Délka: 6,71 m
- Výška: 2,00 m
- Nosná plocha: 16,55 m²
- Hmotnost prázdného letounu: 330 kg
- Vzletová hmotnost: 545 kg
- Pohonná jednotka: 1 × čtyřválcový čtyřtaktní vzduchem chlazený plochý motor Continental A-65-8, o výkonu 48 kW.[p 1]

### Výkony
- Maximální rychlost: 135 km/h
- Dostup: 2 830 m
- Vytrvalost: 2,5 hod.
- Dolet: 306 km